# هنری یکم
هنریِ اوّل (به انگلیسی: Henry I) (زادهٔ ۱۰۶۸ یا ۱۰۶۹ - درگذشتهٔ ۱ دسامبر ۱۱۳۵) چهارمین فرزند ویلیام فاتح و پادشاه انگلستان بین سال‌های ۱۱۰۰ تا ۱۱۳۵ و از سال ۱۱۰۶ تا ۱۱۳۵ دوک نرماندی بود.

## زندگی
هنری اول در سال ۱۰۶۸ یا ۱۰۶۹ میلادی در سلبی واقع در یورک‌شر زاده شد. او جوانترین پسر ویلیام اول فاتح بود که پس از مرگ برادرش ویلیام دوم روفوس در سال ۱۱۰۰ بر تخت پادشاهی انگلستان نشست. او همچنین در سال ۱۱۰۶ با شکست برادر دیگر خود رابرت کردوز در نبرد تینشه‌برای، نورماندی را فتح نمود و خود دوک نورماندی شد.
امپراتوری نورمن‌ها در دوران پادشاهی هنری یکم به اوج قدرت خود رسید. او موقعیت خود در اروپا را استحکام بخشید و با به رخ کشیدن قدرت خود در برابر پادشاه اسکاتلند، شاهزادگان ولزی، دوک بریتانی و کنت‌های فلاندر، بولون و پونتیو آنها را تحت نفوذ خود قرار داد. او همچنین تمرکز خود را بر افزایش قدرت نظامی، اتحاد و حفظ یگانگی هر دو کشور انگلستان و نورماندی به عنوان یک کشور واحد قرار داده بود.
ویلیام آدلین، تنها پسر و وارث قانونی هنری یکم در سال ۱۱۲۰ غرق شد و هنری در سال ۱۱۲۷ دخترش امپراتریس ماتیلدا، بیوهٔ امپراتور هاینریش پنجم آلمان را به عنوان جانشین تاج و تخت خود در انگلستان و نورماندی معرفی نمود. با این وجود ماتیلدا و همسر دومش جفری از خاندان آنژو که دشمن نورمن‌ها بودند مورد قبول درباریان بانفوذ پادشاه قرار نگرفتند و پس از مرگ هنری یکم بر اثر مسمومیت غذایی در تاریخ ۱ دسامبر ۱۱۳۵ در لیون-لا-فوره کنونی در نزدیکی روان در نرماندی، خواهرزاده‌اش استیون به جای او بر تخت نشست.
جسد هنری پس از انتقال به انگلستان در صومعهٔ ریدینگ که به فرمان خود او ساخته شده بود به خاک سپرده شد. این صومعه در دوران تجددطلبی پروتستان‌ها تخریب شد و هیچ نشانی از آرامگاه هنری یکم باقی نماند.